# Sylvester Mubayi
Sylvester Mubayi (Marondera, Rodesia del Sur, 1942 - Chitungwiza, Zimbabue, 13 de diciembre de 2022) fue un escultor zimbabuense.

## Datos biográficos
Nativo de la Reserva Chiota cerca Marondera, Mubayi trabajó como recolector de tabaco después de salir de la escuela, y en 1966 se trasladó a Harare para buscar trabajo en las fábricas de cerveza Chibuku. 
Por casualidad se encontró en Harare con Tom Blomefield, que conducía un camión lleno de esculturas de piedra de la Galería Nacional de Harare. Estaba tan fascinado que pidió a Blomefield conseguir un trabajo de artista en Tengenenge. Se unió a la Comunidad de Escultura Tengenenge en 1967 como uno de sus primeros miembros, y más tarde trabajó en la Workshop School (Escuela Taller), fundada por Frank McEwen en Vukutu. Allí trabajó el tema de los esqueletos y coincidió con John Takawira que posteriormente desarrollaría esta temática por su influencia.
Tres años más tarde ganó un premio en una exposición en Durban. También ha trabajado como artista en residencia en el Parque de las Esculturas Chapungu.
Sylvester Mubayi en la actualidad trabaja en las cercanías de los talleres de Fanizani Akuda y Edward Chiwawa en Chitungwiza, un barrio de clase trabajadora al sur de Harare.
Sylvester Mubayi es miembro de la asociación de artistas Friends Forever (Amigos para siempre) y uno de los representantes más destacados de la primera generación de escultores modernos de Zimbabue.
La Galería Nacional de Zimbabue llevó a cabo una retrospectiva de la obra de su vida en agosto de 2008 con gran éxito.

## Estilo
En un primer periodo hizo esculturas de esqueletos, que influirían notablemente sobre John Takawira. Sus esculturas están inspiradas en historias de espíritus y en lo sobrenatural. 
Sylvester es un gran contador de historias y es conocido por su amplio conocimiento de los mitos tradicionales , que explica. Como Bernard Matemera a menudo combina el ser humano, el animal y las fuerzas del mundo de lo sobrenatural . En referencia a las formas tradicionales de pensar, crea a esas personas con la cabeza de un pájaro, de acuerdo con la tradición éste es uno de esos embajadores del otro mundo y está dedicado a traer noticias de un miembro de la familia, recientemente fallecido.

## Exposiciones
Las obras de Sylvester Mubayis se han presentado desde 1968 en numerosas exposiciones en muchos países entre las ciudades en que ha expuesto se encuentran: Moscú, Washington D. C., Chicago, Viena, Berlín; sus obras forman parte de conocidas colecciones de Europa y América del Norte. En 1969 recibió el Premio de escultura Memorial Ernest Oppenheimer.

## Obras
- Buck Cleaning -antílope labándose, Springstone (un tipo de negro duro de serpentina)[2]
- Beautiful Head - Cabeza hermosa , lepidolita[3]
- Paying Attention- Atendiendo, lepidolita[4]
- My Little Girl - Mi chica pequeña, springstone[5]
- Rhinoboy -rinoniño (niño rinoceronte), springstone[6]
- Waiting For The Bride - Esperando a la novia, lepidolita[7]
- I'm Looking After You -Estoy pendiente de ti, springstone[8]